# ليونارد جيفريز
ليونارد جيفريز (بالإنجليزية: Leonard Jeffries)‏ هو أكاديمي أمريكي، ولد في 19 يناير 1937 في نيوآرك في الولايات المتحدة.

## وصلات خارجية
- ليونارد جيفريز على موقع إن إن دي بي (الإنجليزية)